# ماركوس ماتيو
ماركوس ماتيو هو لاعب كرة قاعدة دومينيكاني، ولد في 18 أبريل 1984 في سان كريستوبال في جمهورية الدومينيكان.

## وصلات خارجية
- ماركوس ماتيو على موقع دوري كرة القاعدة الرئيسي (الإنجليزية)
- ماركوس ماتيو على موقع الدوري الياباني لكرة القاعدة (الإنجليزية)
- ماركوس ماتيو على موقعبيزبول رفرنس.كوم (الدوري الرئيسي) (الإنجليزية)
- ماركوس ماتيو على موقعبيزبول رفرنس.كوم (الدوري الثانوي) (الإنجليزية)
- ماركوس ماتيو على موقع إي إس بي إن.كوم (أم.أل.بي) (الإنجليزية)
- ماركوس ماتيو على موقع مشجعي الرسوم البيانية (الإنجليزية)